# راياني أير
راياني أي (بالإنجليزية: Rayani Air)‏ هي شركة طيران الخدمة الكاملة في ماليزيا. كان يعرف سابقا أن رياني للطيران هي شركة طيران منخفضة الميزانية، ولكن وفقا لإعلان رسمي في ديسمبر 2015،راياني أير شركة طيران متكاملة الخدمات مشابه لشركة الخطوط الجوية الماليزية.
قام بتأسيسها زوجان ماليزيان وهي أول شركة طيران في العالم تُلزم بالحجاب وتمنع الخمور وتلتزم بالتعاليم الإسلامية.

## الأسطول
| الطائرات      | في الخدمة | تحت الطلب | المقاعد                 | ملاحظات                                                      |
| ------------- | --------- | --------- | ----------------------- | ------------------------------------------------------------ |
| بوينغ 737-400 | 2         | 2         | 12 الأعمال 120 إقتصادية | 2 طائرات الخطوط الجوية الماليزية. 2 آخر لتدخل الخدمة في 2017 |
| بوينغ 737-800 | -         | 2         | -                       | دخول الخدمة في 2017                                          |